# Южная баптистская конвенция

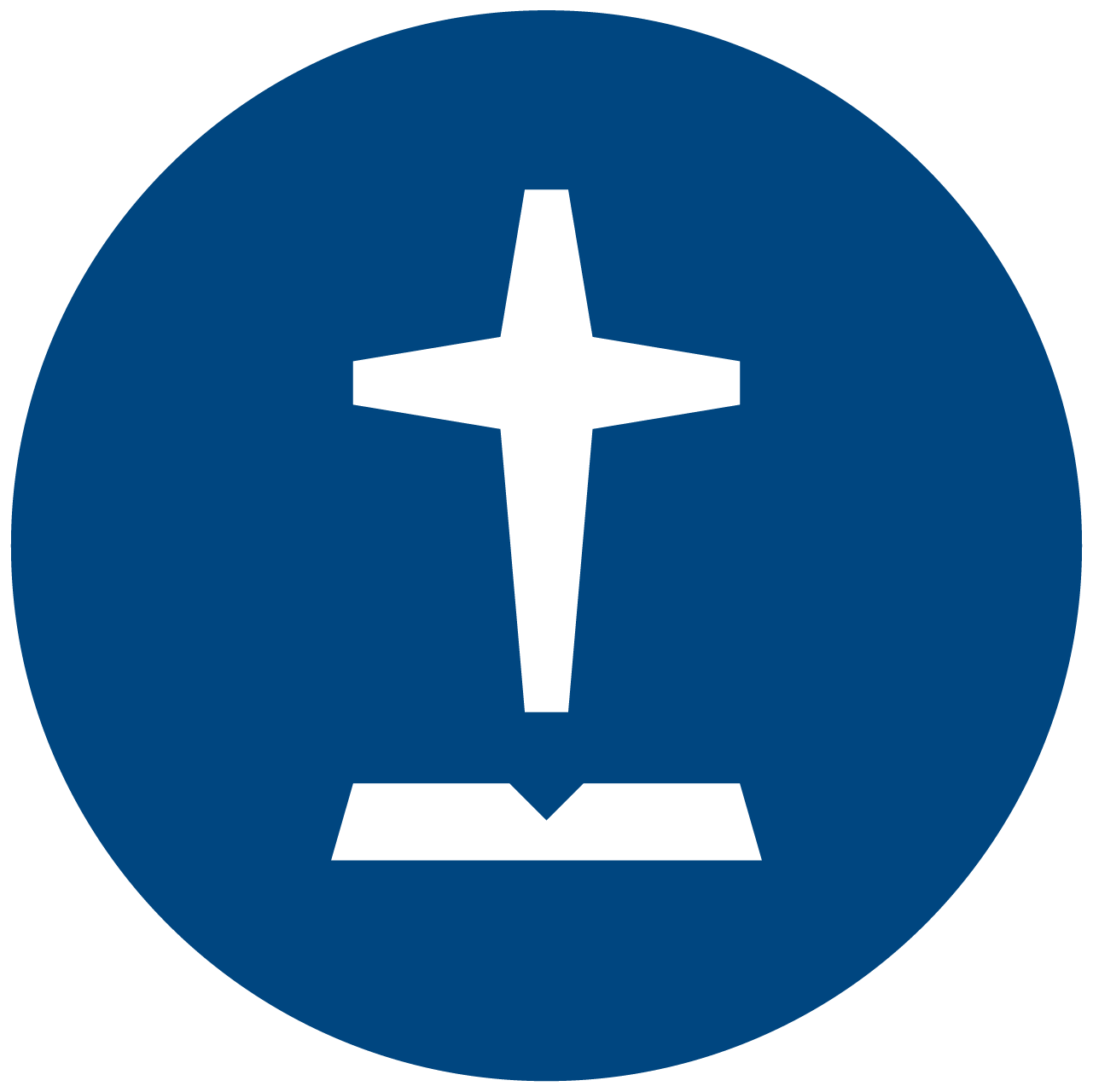
Логотип Южной баптистской конвенции

Ю́жная бапти́стская конве́нция (англ. Southern Baptist Convention) — крупнейшая протестантская организация в США. Конвенция объединяет в общем 12 722 266 баптистов (2023) и 46 906 поместных церквей (2023) со всех штатов США. Она является самой крупной в мире национальной баптистской организацией. В США конвенция занимает второе место по количеству членов среди всех христианских деноминаций (после Римско-католической церкви в США).
Слово «южная» в названии организации указывает на местность, где она была образована, и на расположение большинства поместных церквей. Южная баптистская конвенция была образована в 1845 году в штате Джорджия. Большинство поместных церквей организации находятся в южных штатах США, хотя с 1940 года в конвенцию стали входить баптистские церкви из других регионов страны. В настоящее время в конвенцию входят поместные церкви изо всех штатов США, которые организованы в 42 баптистские конвенции штатов. Штаб-квартира конвенции находится в городе Нэшвилл, штат Теннесси.
Южные баптисты в религиозной практике придают большое значение личному религиозному опыту верующего и более строгим этическим позициям. Это подтверждается в публичном крещении по вере, путём полного погружения в воду, и в отказе от крещения младенцев. Каждая отдельная поместная церковь имеет автономию и может отличаться в вероучении и в богослужении. По сравнению с мейнстрим-протестантскими церквями, является более консервативной. 

## История
Первые баптисты на территории британских колоний Северной Америки появились в первой половине XVII века, которые эмигрировали из Англии в результате религиозных преследований.
Первая баптистская поместная церковь на Юге была основана в 1682 году в городе Чарльстон (Южная Каролина). В Виргинии и в Северной Каролине первые баптистские поместные церкви были основаны в 1715 и в 1727 году соответственно. В 1740 году в этих трёх колониях уже было 8 поместных церквей и 300—400 баптистов.
В 1814 году была основана первая национальная баптистская организация — Трёхгодичная конвенция, в которую вошли и все поместные церкви южных штатов.
В 1845 году противоречия между баптистскими церквями Севера и Юга в вопросах по отношению к рабству и к лидерству в миссиях привели к тому, что баптисты Юга организовали отдельную организацию, назвав её Южная баптистская конвенция.

## Вероучение
Вероучение Южной баптистской конвенции изложено в документе под названием «Баптистская вера и миссия» (англ. Baptist Faith and Message), который был разработан в 1925 году и переработан в 1963 и 2000 годах. «Баптистская вера и миссия» не является обязательным для поместных церквей, хотя многие из них используют именно этот документ в качестве Символа веры. «Баптистская вера и миссия» не является обязательным символом веры для верующих, хотя студенты (перед приёмом в семинарию конвенции) и миссионеры (перед приёмом на работу в миссию) должны подтвердить, что их вера согласуется с этим документом.

### Баптистская вера и миссия
Наиболее важные пункты документа:
- Вероучение основывается исключительно на Библии. Библия была написана людьми, вдохновленными Богом, и через неё Бог открыл себя людям.
- Существует только один истинный Бог.
- Иисус Христос своей заместительной смертью на кресте обеспечил человеку возможность искупления грехов.
- Спасение включает полное искупление человека и предлагается как дар каждому, кто принимает Иисуса Христа как Господа и Спасителя.
- В момент покаяния, человек становится вновь рождённым духовно, и уже не может произвольно грешить. Также он наделяется способностью возрастать морально и духовно до состояния зрелости.
- Однажды став истинным христианином, человек не может потерять Спасение. Впав в грех, христианин наказывается Богом, вплоть до смерти, но всё равно остаётся спасённым через веру.
- Поместная церковь независима от других организаций и подчиняется только Христу. Она состоит из крещённых верующих и действует согласно демократическим принципам. Служителями церкви являются пасторы и дьяконы.
- Крещение по вере является предварительным условием для членства в церкви и для участия в Вечере Господней.
- Миссионерство является важнейшей задачей в деятельности конвенции. Все поместные церкви должны вносить свой вклад в дело миссионерства.
- Для осуществления полной программы духовного роста христиан необходима адекватная система христианского образования.
- Христиане должны служить Богу и ближним своими духовными дарами и материально. Провозглашается доброхотность материального служения пропорционально своим доходам (отсутствует правило десятины).
- Христиане должны противостоять расизму, любой форме алчности, эгоизма и зла, противостоять прелюбодеянию, гомосексуальности и порнографии. Подчёркивается аморальность аборта.
- Бог благословил для брака и интимной жизни только одного мужчину и одну женщину. Гомосексуальность не благословлена Богом и не является альтернативным способом жизни. Бог создал мужчину и женщину как венец своего творения. Таким образом дарованный Богом пол — часть ценности Божьего творения.
- Поместные церкви должны, при необходимости, объединяться в организации для осуществления миссионерских, образовательных и благотворительных служений. Такие организации не имеют власти друг над другом или над церквями.
- Отделение церкви от государства. Ни церковь, ни государство не должны вмешиваться в дела друг друга.
- Все верующие имеют право на толкование Библии и проповедование Христа. Однако верующие должны помогать друг другу в том, чтобы сохранить правильное учение.
- Каждый человек лично отвечает за свои поступки перед Богом и не может перекладывать ответственность на другого человека.
- Женщины могут участвовать во всех служениях церкви, кроме пасторства. Бог предназначил выполнять особо важную роль пастора исключительно мужчине.

## Религиозные обряды
Южные баптисты используют только два обряда: крещение по вере и Вечеря Господня. Южные баптисты считают, что обряды не обеспечивают спасение сами по себе.

### Крещение
Южные баптисты практикуют крещение по вере. Крещение младенцев не имеет смысла, так как считается, что только взрослый человек может осознанно каяться в своих грехах и принимать решение вести христианский образ жизни. Для того, чтобы быть допущенным к крещению, человек должен верить в Иисуса Христа и исповедовать его своим Господом и Спасителем. Крещение проводится полным погружением в воду.

### Вечеря Господня (Евхаристия)
Каждая поместная церковь сама определяет периодичность проведения евхаристии: ежемесячно или ежеквартально. Обычно используются маленькие чашки для каждого причащающегося, а не общая чаша. Чаще всего используют безалкогольный виноградный сок вместо вина. Может быть использован и пресный и дрожжевой хлеб, но чаще используют пресный. Только крещёные верующие допускаются к участию в Вечере Господней.

## Богослужения
В большинстве поместных церквей южных баптистов наблюдается простая форма богослужения, с минимумом формальностей, литургия не используется. Богослужения обычно включают: гимны, молитва, хоровая музыка (исполняет хор, солист, или дуэт), чтение Библии, сбор добровольных пожертвований, проповедь и приглашение после проповеди. В последнее время много церквей включают в богослужение различные музыкальные инструменты и современные музыкальные стили. Люди могут отвечать на приглашение после проповеди заявлениями: о принятии Иисуса Христа своим Господом и Спасителем; о вступлении в какое-либо служение церкви; о желании вступить в члены Церкви; другими общественными объявлениями.

## Организационная структура
Деятельность Южной баптистской конвенции осуществляется на основании устава, конституции и законов конвенции.
В Южной баптистской конвенции существует четыре организационных уровня: поместная церковь, региональная ассоциация, конвенция штата и национальная конвенция.

### Поместная церковь
Согласно разделу VI документа «Баптистская вера и миссия» каждая поместная церковь является независимой общиной крещённых верующих. Каждая церковная община действует через демократические процедуры. Служителями в поместной церкви являются пасторы и дьяконы. И мужчины, и женщины обладают дарами для служения в церкви, но должность пастора могут занимать только мужчины.
Как правило в поместных церквях существуют только две должности: пастор и дьякон. Дьяконы избираются собранием членов церкви. Часть обязанностей дьяконов может выполнять исполнительный комитет церкви. Многие церкви сохраняют правило голосования всех членов церкви в важнейших вопросах: покупка или продажа имущества, большие расходы, при найме или увольнении пасторов и проповедников. В последние годы во многих церквях дьяконы исполняют в основном не управленческую роль, а выполняют служения душепопечительства и благотворительности. Например, дьякон в семейном служении осуществляет попечительство над семьями в определённом районе.
Каждая поместная церковь участвует в христианских организациях на добровольной основе. Никакая организация, в том числе Южная баптистская конвенция, не имеет власти принуждать поместные церкви к чему-либо. Документ «Баптистская вера и миссия» не обязателен для принятия поместными церквями и их членами. Каждая поместная церковь может присоединиться к конвенции или выйти из неё. То же самое относится и к отдельным служениям конвенции.
Каждая поместная церковь сама определяет объём финансирования того или иного служения, хотя для каждого служения существует минимальный взнос. Каждая поместная церковь сама решает свои внутренние вопросы без какого-либо согласования с вышестоящими структурами Южной баптистской конвенции. Исключение составляют миссионерские церкви.
Миссионерские церкви создаются по инициативе одной или нескольких больших церквей или ассоциаций. Обычной целью для каждой миссионерской церкви является достижение самоокупаемости. Таким образом со временем миссионерская церковь становится независимой поместной церковью. Миссионерская церковь обычно создается для достижения определенной демографической группы (например жители нового, строящегося, района), определенной этнической группы или молодых семей.

### Региональная ассоциация
В настоящее время в Южную баптистскую конвенцию входит 1 186 региональных ассоциаций.
Многие поместные церкви входят в региональные баптистские ассоциации, организованные обычно в рамках территории определённого округа штата. До 1980 года в конвенции существовало правило о том, что каждая поместная церковь может входить только в ассоциацию своего округа. В настоящее время этого правила нет и в одном округе могут сосуществовать несколько региональных ассоциаций.
Главной целью ассоциации является организация благовествования и основание новых церквей. Ассоциации не имеют власти над поместными церквями, однако они могут ставить свои условия для продолжения сотрудничества с каждой отдельной церковью. Ассоциация может исключить поместную церковь в случае, если действия церкви крайне противоречат общепринятым правилам ассоциации. Например церковь может быть исключена за рукоположение женщин в пасторы или благословение однополых союзов.
Как правило конференции ассоциации проводятся ежегодно. В каждой ассоциации свои правила относительно того, сколько делегатов от каждой церкви должны присутствовать на конференции. Как правило большие церкви имеют большую квоту.

### Конвенция штата
В настоящее время в Южную баптистскую конвенцию входит 41 конвенция штата.
Поместные церкви и региональные ассоциации могут входить в конвенцию штата. При небольшом количестве поместных церквей существуют конвенции нескольких штатов.
Как и в случае региональных ассоциаций, основной целью конвенции штата является организация благовествования и основание новых церквей. Кроме того конвенция штата может финансировать высшие учебные заведения, дома престарелых и детские дома.
Как и в случае региональных ассоциаций, конвении не имеют власти над поместными церквями, однако они могут ставить свои условия для продолжения сотрудничества с каждой отдельной церковью или ассоциацией. Конвенция штата может исключить поместную церковь в случае, если действия церкви крайне противоречат общепринятым правилам конвенции.
Как правило конференции конвенции штата проводятся ежегодно. В каждой конвенции свои правила относительно того, сколько делегатов от каждой церкви или ассоциации должны присутствовать на конференции.

#### Представительство в комитетах
Конвенция штата, имеющая в своём составе более 15 000 верующих, может выдвинуть своих представителей для избрания в следующие комитеты Южной баптистской конвенции:
- Исполнительный комитет
- Комитет по комитетам
- Комитет по номинациям

Конвенция штата, имеющая в своём составе более 20 000 верующих, может дополнительно выдвинуть своих представителей для избрания в следующие дочерние организации Южной баптистской конвенции:
- Северо-американский совет миссии
- Международный совет миссии
- LifeWay Christian Resources

Конвенция штата, имеющая в своём составе более 25 000 верующих, может дополнительно выдвинуть своих представителей для избрания в Совет по взносам, в различные комиссии конвенции и в советы семинарий Южной баптистской конвенции.
Кроме того конвенция штата может выдвинуть дополнительно одного представителя для избрания в Исполнительный комитет на каждые 250 000 верующих, но допускается не более 5 представителей от каждой конвенции штата.

#### Перечень конвенций штатов
Перечень конвенций штатов и их данные в 2007 году:
| Ном. | Название                                                                                      | Штат                         | Год основания | Количество ассоциаций | Количество церквей | Количество баптистов | Расположение офиса |
| ---- | --------------------------------------------------------------------------------------------- | ---------------------------- | ------------- | --------------------- | ------------------ | -------------------- | ------------------ |
| 1    | Совет баптистов штата Алабама по миссиям Alabama Baptist State Board of Missions              | Алабама                      |               | 75                    | 3 243              | 1066387              |                    |
| 2    | Конвенция баптистов Аляски Alaska Baptist Convention                                          | Аляска                       |               | 4                     | 73                 | 15276                |                    |
| 3    | Конвенция южных баптистов Аризоны Arizona Southern Baptist Convention                         | Аризона                      |               | 14                    | 335                | 106092               |                    |
| 4    | Конвенция баптистов штата Арканзас Arkansas Baptist State Convention                          | Арканзас                     |               | 42                    | 1 415              | 524819               |                    |
| 5    | Конвенция южных баптистов Калифорнии                                                          | Калифорния                   |               | 31                    | 1 686              | 408858               |                    |
| 6    | Генеральная конвенция баптистов Колорадо Colorado Baptist General Convention                  | Колорадо                     |               | 11                    | 262                | 54456                |                    |
| 7    | Конвенция баптистов Дакоты The Dakota Baptist Convention                                      | Северная Дакота Южная Дакота |               | 7                     | 73                 | 5852                 |                    |
| 8    | Церкви округа Колумбия                                                                        | Округ Колумбия               |               |                       | 122                | 18988                |                    |
| 9    | Конвенция баптистов Флориды Florida Baptist Convention                                        | Флорида                      |               | 49                    | 2 203              | 1093701              |                    |
| 10   | Конвенция баптистов Джорджии Georgia Baptist Convention                                       | Джорджия                     |               | 92                    | 3 290              | 1386901              |                    |
| 11   | Гавайская тихоокеанская баптистская конвенция Hawaii Pacific Baptist Convention               | Гавайи                       |               | 7                     | 87                 | 16822                |                    |
| 12   | Ассоциация баптистов штата Иллинойс                                                           | Иллинойс                     |               | 34                    | 963                | 215907               |                    |
| 13   | Конвенция баптистов штата Индиана State Convention of Baptists in Indiana                     | Индиана                      |               | 14                    | 371                | 101730               |                    |
| 14   | Конвенция баптистов Айовы Baptist Convention of Iowa                                          | Айова                        |               | 7                     | 85                 | 13662                |                    |
| 15   | Конвенция южных баптистов Канзаса и Небраски Kansas-Nebraska Convention of Southern Baptists  | Канзас Небраска              |               | 15                    | 323                | 96288                |                    |
| 16   | Конвенция баптистов Кентукки                                                                  | Кентукки                     |               | 71                    | 2 458              | 769580               |                    |
| 17   | Конвенция баптистов Луизианы                                                                  | Луизиана                     |               | 46                    | 1 499              | 542833               |                    |
| 18   | Конвенция баптистов Мериленда и Делавэра Baptist Convention of Maryland/Delaware              | Мериленд Делавэр             |               | 11                    | 440                | 117709               |                    |
| 19   | Конвенция баптистов штата Мичиган Baptist State Convention of Michigan                        | Мичиган                      |               | 15                    | 253                | 36080                |                    |
| 20   | Конвенция баптистов Миннесоты и Висконсина Minnesota-Wisconsin Baptist Convention             | Миннесота Висконсин          |               | 8                     | 104                | 17759                |                    |
| 21   | Конвенция баптистов Миссисипи Mississippi Baptist Convention Board                            | Миссисипи                    |               | 67                    | 2 078              | 695931               |                    |
| 22   | Конвенция баптистов Миссури Missouri Baptist Convention                                       | Миссури                      |               | 64                    | 1 911              | 610388               |                    |
| 23   | Конвенция южных баптистов Монтаны Montana Southern Baptist Convention                         | Монтана                      |               | 6                     | 107                | 11121                |                    |
| 24   | Конвенция баптистов Невады Nevada Baptist Convention                                          | Невада                       |               | 4                     | 130                | 34150                |                    |
| 25   | Конвенция баптистов Новой Англии Baptist Convention of New England                            | Новая Англия                 |               | 7                     | 192                | 21523                |                    |
| 26   | Конвенция баптистов Нью-Мексико Baptist Convention of New Mexico                              | Нью-Мексико                  |               | 13                    | 303                | 93920                |                    |
| 27   | Конвенция баптистов Нью-Йорка Baptist Convention of New York                                  | Нью-Йорк                     |               | 7                     | 337                | 20780                |                    |
| 28   | Конвенция баптистов штата Северная Каролина Baptist State Convention of North Carolina        | Северная Каролина            |               | 80                    | 3 859              | 1264159              |                    |
| 29   | Конвенция баптистов Северо-запада Northwest Baptist Convention                                |                              |               | 15                    | 379                | 70960                |                    |
| 30   | Конвенция баптистов штата Огайо State Convention of Baptists in Ohio                          | Огайо                        |               | 16                    | 551                | 129787               |                    |
| 31   | Генеральная конвенция баптистов Оклахомы Baptist General Convention of Oklahoma               | Оклахома                     |               | 43                    | 1 668              | 748760               |                    |
| 32   | Конвенция баптистов Пенсильвании и Нью-Джерси Baptist Convention of Pennsylvania & New Jersey | Пенсильвания Нью-Джерси      |               | 8                     | 310                | 54948                |                    |
| 33   | Конвенция баптистов Южной Каролины South Carolina Baptist Convention                          | Южная Каролина               |               | 43                    | 2 056              | 712497               |                    |
| 34   | Конвенция баптистов Теннесси                                                                  | Теннесси                     |               | 67                    | 3 076              | 1102305              |                    |
| 35   | Генеральная конвенция баптистов Техаса                                                        | Техас                        | 1886          | 94                    | 4 330              | 1930886              | Даллас             |
| 36   | Конвенция южных баптистов Техаса                                                              | Техас                        | 1998          | 115                   | 2 197              | 977378               | Грейпвайн (Техас)  |
|      | Всего в Техасе                                                                                | Техас                        |               | 119                   | 5 914              | 2908801              |                    |
| 37   | Конвенция баптистов Юты и Айдахо Utah-Idaho Southern Baptist Convention                       | Юта Айдахо                   |               | 11                    | 121                | 19629                |                    |
| 38   | Генеральная Ассоциация баптистов Виргинии                                                     | Виргиния                     |               | 42                    | 1 362              | 474335               |                    |
| 39   | Консервативные южные баптисты Виргинии                                                        | Виргиния                     |               |                       | 453                | 205918               |                    |
|      | Всего в Виргинии                                                                              | Виргиния                     |               | 42                    | 1 727              | 640834               |                    |
| 40   | Конвенция южных баптистов Западной Виргинии West Virginia Convention of Southern Baptists     | Западная Виргиния            |               | 10                    | 178                | 31703                |                    |
| 41   | Конвенция южных баптистов Вайоминга Wyoming Southern Baptist Convention                       | Вайоминг                     |               | 8                     | 84                 | 10913                |                    |

В дополнение поддерживаются братские дочерние конвенции в других странах:
| Ном. | Название                                                                             | Страна                               | Основана | Количество церквей | Расположение офиса |
| ---- | ------------------------------------------------------------------------------------ | ------------------------------------ | -------- | ------------------ | ------------------ |
| 1    | Конвенция южных баптистов Канады                                                     | Канада                               |          |                    |                    |
| 2    | Конвенция южных баптистов Пуэрто-Рико Convention of Southern Baptists of Puerto Rico | Пуэрто-Рико                          |          |                    |                    |
| 3    | Международная баптистская конвенция International Baptist Convention                 | Европа Ближний Восток Африка Америка |          |                    |                    |

## Ежегодные собрания
Ежегодно проходит собрание (англ. Annual Meeting) представителей поместных церквей. Собрание проходит в июне и оно определяет программу, политику и бюджет конвенции на следующий год. Хотя представители подобны делегатам, они не обязаны голосовать согласно мнению выбравшей их церкви, а свободны выносить решения по различным вопросам согласно своей совести. Церкви свободны выбрать представителей, основываясь на их лояльности к позициям, поддержанным большинством членов их поместной церкви. Согласно статье III конституции конвенции представительство каждой поместной церкви определяется числом членов церкви и вкладом церкви в деятельность конвенции:
- Один представитель от каждой церкви, сотрудничающей с конвенцией и внёсшей какой-либо финансовый вклад в деятельность конвенции. Не допускаются представители от церквей, одобряющих гомосексуализм.
- Один дополнительный представитель на каждые 250 членов церкви и один дополнительный представитель на каждые 250$ вклада в деятельность конвенции за год, но от каждой церкви допускается не более 10 представителей.
- Каждый представитель церкви должен быть действительным членом церкви.

## Дочерние организации

### Миссионерские общества
С самого основания в 1845 году Южная баптистская конвенция основные усилия направляла на миссионерство. Конвенция финансирует два миссионерских общества:
- Североамериканский совет миссии[англ.], который посылает миссионеров для благовествования и организации новых церквей на территории США и Канады.
- Международный совет миссии[англ.], который посылает миссионеров по всему остальному миру.

Всего в 2005 году Южная баптистская конвенция финансировала около 10 000 миссионеров.

### Учебные заведения
Южная баптистская конвенция финансирует 6 теологических семинарий, в которых готовят церковных служителей:
- Баптистская теологическая семинария Золотых Ворот[англ.], Калифорния
- Баптистская теологическая семинария Среднего Запада[англ.], Миссури
- Баптистская теологическая семинария Нового Орлеана[англ.], Луизиана
- Юго-восточная баптистская теологическая семинария[англ.], Северная Каролина
- Южная баптистская теологическая семинария[англ.], Кентукки
- Юго-западная баптистская теологическая семинария[англ.], Техас

### Прочие дочерние организации
- Баптисты-мужчины на миссии (англ. Baptist Men on Mission), известная как «Братство», это организация для мужчин.
- Баптист Пресс[англ.], крупнейшая в США христианская новостная служба, созданная в 1946 году.
- LifeWay Christian Resources[англ.], одно из самых больших христианских издательств в США.
- GuideStone Financial Resources (англ. GuideStone Financial Resources)
- Комиссия по этике и религиозной свободе[англ.]
- Женский миссионерский союз[англ.]
- It’s A New Day, программа по обучению верующих основам управления собственными финансами, организованная совместно с христианским финансовым служением «Краун»[англ.]).

## Руководство конвенции
Согласно статье V конституции конвенции должностными лицами конвенции являются: президент, первый и второй вице-президент, ответственный секретарь, регистрационный секретарь и казначей. Эти должностные лица каждый год переизбираются ежегодным собранием. Президент конвенции может занимать должность не более 2-х лет подряд. Президент является членом исполнительного комитета и других комитетов.

### Исполнительный комитет
Исполнительный комитет (англ. The Executive Committee) является полномочным исполнительным органом конвенции.
Состав исполнительного комитета Южной баптистской конвенции:
- президент Южной баптистской конвенции
- ответственный секретарь Южной баптистской конвенции
- президент Женского миссионерского союза
- представители конвенций штатов

Члены исполнительного комитета от конвенций штатов избираются на срок 4 года. Исполнительный комитет избирает президента комитета и учреждает должности соответственно потребностям комитета.
Исполнительный комитет осуществляет следующие основные функции:
- Управляет движимым и недвижимым имуществом конвенции
- Управляет финансовыми средствами конвенции
- Рекомендует время и место проведения ежегодного собрания Южной баптистской конвенции, а также контролирует проведение ежегодного собрания
- Консультирует различные подразделения конвенции и другие организации по вопросам сотрудничества
- Предоставляет ежегодному собранию всеобъемлющий финансовый отчет по деятельности конвенции
- Предоставляет ежегодному собранию подробный бюджет конвенции на следующий год
- Изучает заявки конвенций штатов по выдвижению представителей в различные подразделения конвенции и предоставляет, со своими рекомендациями, информацию по этим заявкам ежегодному собранию

### Комитет по комитетам
Комитет по комитетам (англ. Committee on Committees) состоит из вице-президента конвенции и от каждой конвенции штатов президент Южной баптистской конвенции назначает по 2 представителя.
Комитет по комитетам назначает все остальные комитеты, а также обрабатывает отчёты от других комитетов для предоставления консолидированных отчётов в исполнительный комитет конвенции.
Комитет по комитетам выдвигает кандидатов на должности в комитеты на рассмотрение в комитет по номинациям

### Комитет по номинациям
От каждой конвенции штата ежегодное собрание избирает по 2 представителя в комитет по номинациям (англ. Committee on Nominations).
Комитет по номинациям в течение года рассматривает заявки на должности в комитетах, поступившие от комитета по комитетам после одобрения на ежегодном собрании, и представляет очередному ежегодному собранию кандидатов на следующие должности:
- Членов исполнительного комитета
- Директоров и членов попечительных советов
- Членов попечительных советов семинарий
- Членов комиссий конвенции
- Членов постоянных комитетов

### Комитет по резолюциям
За 75 дней до начала очередного ежегодного собрания президент Южной баптистской конвенции назначает 10 человек в комитет по резолюциям, двое из них должны быть членами прошлогоднего комитета по резолюциям и трое должны быть членами исполнительного комитета. Комитет по резолюциям в течение 60 дней разрабатывает и предоставляет ежегодному собранию проекты резолюций Южной баптистской конвенции по важным вопросам.

## Известные южные баптисты
Любой член поместной церкви может занимать какую-либо государственную должность, но действия на этой должности остаются на совести этого человека.

### Религиозные деятели
- Билли Грэм — американский пастор, теле- и радиопроповедник, автор книг.
- Пол Вошер — проповедник, основатель миссии HeartCry Missionary Society.

### Президенты и политики
- Гарри Трумэн — американский политик, президент США в 1945—1953.

- Линдси Грэм — американский политик, сенатор США от Южной Каролины.
- Рон Пол — американский политик, член палаты представителей, конгрессмен.
- Тед Круз — американский политик, сенатор США от штата Техас.
- Стром Термонд — американский политик, сенатор от США от Южной Каролины (1954-1956, 1956-2003), губернатор Южной Каролины (1947-1951).

### Другие знаменитости
- Дакота Фэннинг — американская актриса и фотомодель.
- Кевин Костнер — американский актёр, продюсер, режиссёр.
- Тим Тибоу — американский профессиональный футболист.
- Эль Фэннинг — американская актриса.

### Бывшие известные южные баптисты
- Альберт Гор — вице-президент США, лауреат Нобелевской премии мира. Покинул Конвенцию из-за несогласия с ее консервативными позициями.
- Бритни Спирс — американская поп-певица, киноактриса.
- Билл Клинтон — бывший президент Соединенных Штатов. Покинул Конвенцию из-за несогласия с ее консервативными позициями.
- Брэд Питт — американский актёр и кинопродюсер.
- Джеймс Картер — бывший президент Соединенных Штатов. В 2000 году он объявил, что разрывает все связи с Южной баптистской конвенцией из-за того, что он усматривает в организации дискриминацию по признаку пола.

## Влияние на политику
Члены конвенции относятся в основном к консервативным избирателям. Из-за своих либеральных взглядов руководители США часто подвергаются критике со стороны руководства конвенции.
Во многих округах США, где южные баптисты составляют большую часть населения, запрещены казино, торговля алкоголем и его употребление в общественных местах.
Во всемирном плане конвенция — мощнейший лоббист интересов протестантских организаций в различных странах, в том числе в России. В 2004 году конвенция вышла из Всемирного баптистского альянса из-за слишком либеральной политики альянса.